# Фукс, Джозеф
Джозеф Фукс (англ. Joseph Fuchs; 26 апреля 1899, Нью-Йорк — 14 марта 1997) — американский скрипач и музыкальный педагог. Брат Лилиан Фукс.

## Биография
Окончил в 1918 г. нью-йоркский Институт музыкального искусства (будущую Джульярдскую школу), где учился у Франца Кнайзеля. В 1926—1940 гг. концертмейстер Кливлендского оркестра, затем вышел в отставку, чтобы посвятить себя сольной карьере. Был одним из соучредителей (1943) и руководителем (до 1956 г.) Гильдии музыкантов — объединения исполнителей, заинтересованных преимущественно в ансамблевой карьере. Наиболее часто выступал вместе с пианистом Артуром Бальзамом.
Фукс был первым исполнителем Скрипичного концерта и Второй сонаты для скрипки и фортепиано Николая Лопатникова, Мадригалов для скрипки и альта Богуслава Мартину (1947, вместе с сестрой, пьеса посвящена композитором им обоим) и написанного по его заказу Второго скрипичного концерта Уолтера Пистона (1960).
C 1946 года Фукс преподавал в Джульярдской школе.